# The Little Rowdy
Pour plus de détails, voir Fiche technique et Distribution.
The Little Rowdy est un film américain réalisé par Harry Beaumont et sorti en 1919.
L'actrice principale, Hazel Daly, est la femme du réalisateur,.

## Fiche technique
- Réalisation : Harry Beaumont
- Scénario : Harry Beaumont
- Production : Triangle Film Corporation
- Date de sortie :
  - États-Unis : 27 avril 1919

## Distribution
- Hazel Daly : Betty Hall, « the little rowdy »
- Harry Hilliard : Franklyn Winters
- Sidney Ainsworth : Roy Harper